# Terezín (Morávia do Sul)
Terezín é uma comuna checa localizada na região de Morávia do Sul, distrito de Hodonín.